# Witold Gawdzik
Witold Gawdzik (ur. 17 listopada 1927, zm. 25 stycznia 2021) – polski nauczyciel, cenzor, autor podręczników, poeta.
Po niemieckiej okupacji uczył w Szkole Podstawowej nr 126 na warszawskiej Szmulowiźnie, m.in. w latach 1958–1961. Był nauczycielem języka polskiego, dla uczniów prowadził też koło zainteresowań – Kółko żywego słowa.
Pracował jako cenzor, w latach 80. XX w. był wicedyrektorem Głównego Urzędu Kontroli Prasy, Publikacji i Widowisk.
Był autorem poczytnych i wznawianych książek-poradników o gramatyce i ortografii języka polskiego, niektóre z nich podpisywał pseudonimem Profesor Przecinek. Pisał wiersze.
Pogrzeb odbył się 1 lutego 2021.

## Twórczość
- Witold Gawdzik: Nad jedyną różą. Warszawa: Instytut Wydawniczy PAX, 1968, s. 23, seria: Zeszyty Poetyckie.
- Witold Gawdzik: Ortografia na wesoło. Wyd. 2. Warszawa: Instytut Wydawniczy PAX, 1972, s. 171+1.
- Witold Gawdzik: Gramatyka na wesoło. Wyd. 2. Warszawa: Instytut Wydawniczy PAX, 1970, s. 313+2.
- Witold Gawdzik: Gramatyka na wesoło i na serio. Jerzy Flisak (rys.). Wydaw. Oświata, 2002. ISBN 83-85394-75-3. Brak numerów stron w książce
- Witold Gawdzik: Nasza mowa - nasz świat: kl. 3. Mieczysław Kwacz, Justyna Majewska, Anna Stylo-Ginter (ilustr.). Warszawa: WSiP. ISBN 83-02-01171-1. Brak numerów stron w książce
- Witold Gawdzik: Piszę i opowiadam. Mieczysław Kwacz, Justyna Majewska, Anna Stylo-Ginter (ilustr.). Warszawa: WSiP. ISBN 83-02-00528-2. Brak numerów stron w książce
- Witold Gawdzik: Piszę i opowiadam kl. 2. Warszawa: WSiP. ISBN 83-02-02866-5. Brak numerów stron w książce